# Howeina neoleptocytheridea
Howeina neoleptocytheridea is een mosselkreeftjessoort uit de familie van de Cytheruridae. De wetenschappelijke naam van de soort is voor het eerst geldig gepubliceerd in 1966 door Ishizaki.